# Clarence Preston Gillette
Pour les articles homonymes, voir Gillette.
Clarence Preston Gillette est un entomologiste américain, né le 7 avril 1859 à Marple Cornes dans le Comté de l'Ionia, Michigan et mort le 4 janvier 1941 à Fort Collins (Colorado).

## Biographie
Il fait ses études au Michigan State Agricultural College sous la direction d’Albert John Cook (1842-1916), il y reçoit son Bachelor of Sciences en 1886 et son Master of Sciences en 1887. Il commence à travailler comme assistant au département de zoologie de cet établissement avant de partir à la station expérimentale de l’Iowa State College où il demeure de 1888 à 1891. Il prend alors en charge le département de zoologie, d’entomologie et de physiologie du Colorado Agriculture College, aujourd’hui dénommée Colorado State University.
Très bon administrateur, Gillette contribue, durant quarante ans, à la croissance de cet établissement. En 1907, il devient le premier entomologiste d’État du Colorado. En 1910, il devient le directeur de la station expérimentale du Colorado. En 1916, le Michigan State Agricultural College lui décerne un titre de docteur es science à titre honorifique. Durant les quelques années avant son départ à la retraite en 1932, il assure la vice-présidence du Colorado College.
Il travaille principalement sur la taxinomie des Cynipidae, des Cicadellidae et des Aphidoidea. Ses talents de pédagogue le font rechercher comme conférencier et comme auteur. Il commence à perdre la vue à la fin de sa vie.

## Source
- Arnold Mallis (1971). American Entomologists. Rutgers University Press (New Brunswick) : xvii + 549 p.